# Bahing
Le bahing est une langue tibéto-birmane parlée au Népal. 

## Répartition géographique
Le bahing est parlé dans les districts d'Okhaldhunga et de Solukhumbu, rattachés à la zone de Sagarmatha. 

## Classification interne
Le bahing est une des langues kiranti, un sous-groupe des langues himalayennes de la famille tibéto-birmane. 

## Sources
- (en) Rajendra Thokar, 2006, Case Marking in Bahing, Nepalese Linguistics 22, p. 279-287.
- (en) Maureen Lee, « Issues in Bahing orthography development », Himalayan Linguistics, vol. 10, no 1,‎ 2011, p. 227-252 (escholarship.org, academia.edu)